# クレヨンしんちゃん もののけニンジャ珍風伝
『クレヨンしんちゃん もののけニンジャ珍風伝』（クレヨンしんちゃん もののけニンジャちんぷうでん）は、2022年4月22日公開の日本のアニメーション映画で、クレヨンしんちゃん劇場映画第30作目（映画化30周年記念作品）。

## 概要

### ストーリー案
本作では『嵐を呼ぶ アッパレ!戦国大合戦』（2002年）以来20年ぶりに「和」モチーフだが、忍者をテーマにしたのは初である。また、節目のシリーズ第30作目であることからしんのすけの出生の真実が明かされるという内容となっている。

### スタッフ
監督は『新婚旅行ハリケーン 〜失われたひろし〜』（2019年）を手がけた橋本昌和、脚本は前作『謎メキ!花の天カス学園』（2021年）に引き続きうえのきみこが担当し、監督の橋本も共同で脚本も担当する。

### ゲスト声優
2022年2月2日、声の特別出演として川栄李奈は屁祖隠（へそがくれ）ちよめ役、ハライチは本人役に起用が決定した。
公開初日、追加の特別出演として山田孝之がイケメン役に起用されたことがサプライズ発表された。

### テレビシリーズによる関連作品
関連作品として2022年4月23日に「忍者でござるゾ」「赤ちゃんの名前を考えるゾ」を再放送し、本映画の冒頭シーンもちょい見せした。

### 主題歌
2022年2月、緑黄色社会の「陽はまた昇るから」が起用されることが発表された。

### 前売り券
2021年12月17日、全国の上映劇場で発売開始。特典は手のひらで温めると色が変わるキーホルダー「忍法色変化!?ニギニギ！忍者しんちゃん」が7万5000個限定で配布された。

### その他
本作の公開に合わせて、しんのすけの出生と動物や忍者に纏わるエピソードをセレクトしたDVD『クレヨンしんちゃん きっとベスト☆疾走！忍者しんのすけの巻』が、2022年4月6日にバンダイビジュアルより発売された。
前作までは、新型コロナウイルス感染症感染拡大の影響により、当初の公開予定日から数ヶ月延期される措置がとられたが、本作は3年ぶりに予定通りの公開となった。
本作のエンドロールの後にも、次回作の予告があり、3DCGのしんのすけがキックボードに乗って、野原家の周りを駆け巡るようになっている。2022年12月10日放送のTVアニメ「クレヨンしんちゃん」の最後に、正式にタイトルが「しん次元! クレヨンしんちゃん THE MOVIE 超能力大決戦 〜とべとべ手巻き寿司〜」に決定した。
興行収入は20.4億円と、『クレヨンしんちゃん 新婚旅行ハリケーン 〜失われたひろし〜』以来3年振りとなる20億超えとなった。

## あらすじ
ある日、野原家に妊婦の女性・屁祖隠ちよめと5才の少年・珍蔵が訪れた。彼女は5年前にみさえと同日に同じ病院で子供を産んだが、病院のミスで取り違えが起きてしまったと同行していた病院の医院長が言う。あまりの事に動揺するひろしとみさえだったが、ちよめの強引な理屈で一晩泊めることになってしまう。その夜、ちよめ達を連れ戻しに来た忍者達が野原家を襲撃し、ひろし達が寝ている横でちよめが迎撃するものの多勢に無勢で捕らえられる。偶然起きて珍蔵と間違われたしんのすけは、ちよめと共に忍者の里へ連れ去られる。しんのすけはそこで、地球のエネルギーが噴き出す「地球のへそ」の存在と、屁祖隠家が「もののけの術」でへその栓を守る役目を担ってきた事を知り、里の長老の命令でもののけの術を会得するため忍者幼稚園に通うことになってしまう。
一方、しんのすけとちよめがいなくなった事に気付いたひろしとみさえは、珍蔵から事情を聞き出し、しんのすけが持って行ったみさえのスマートフォンの位置情報を頼りに忍者の里を目指す。しかし、忍者の存在を隠すため長老の放った影の刺客による襲撃を受けてしまう。

## 本作のキャラクター

### 屁祖隠家
屁祖隠ちよめ（へそがくれ ちよめ）
忍者の里でもののけの術を受け継ぐ末裔のくノ一。しんのすけが生まれた同じ日に出産し、みさえと同室だった。しんのすけの本当の母親として名乗り出る。珍蔵の兄弟を身籠っているが、身軽な動きで忍術を使いこなす。
屁祖隠珍蔵（へそがくれ ちんぞう）
ちよめが連れて来た5歳の少年。ひろしとみさえの本当の子供として現れる。もののけの術を使うことが出来ず、使おうとすると頭と尻からリスの耳と尻尾が生えてくる。生まれてからずっと家の中で育ってきたため、里の者にも顔を知られていない。
屁祖隠胡麻衛門（へそがくれ ごまえもん）
ちよめの夫。もののけの術を使って地球のへその栓を守っているゴリラ。栓を見張るためなかなか家に帰れずにいる。
屁祖隠ナマケモノ（へそがくれ ナマケモノ）
胡麻衛門の父。地球のへその栓を守る役目を果たしたためナマケモノの姿になっている。

### 忍者の里
長老
忍者の里の長老。厳しい掟で住人たちを統率しているが、地球のへその栓である超純金を削り出して私腹を肥やしている。しんのすけを珍蔵と思い込んでいる。
秘書
長老の秘書。
部長
長老の命令に従う忍びたちを統率する男。
辺賀久才蔵（へがくさいぞう）
忍者の里の中でも高い実力を持つ三人組の一人。ニントルを豊富に含んだサツマイモを齧り、特殊な腸で屁爆弾を調合する。影の刺客として野原家を襲撃する。
侘田寂彦（わびた さびひこ）
茶道家のような姿をした影の刺客。茶道具や和菓子を使って戦う。
兵衛刀便系（べえとうべんけい）
影の刺客の一人。ベートーヴェンの「交響曲第5番」を歌いながら地面に埋まってニントルを吸収することで強大な力を得る。
風子
忍者幼稚園のエース。しんのすけの見張りとして幼稚園に連れていく。
火影

林丸

山千代

### その他
ハラノ・シタゲー博士
ちよめが地球のへその調査を依頼した学者。
ハライチ
カスカベ花火大会の前説で漫才を披露する芸人。

## 用語
ニントル
地球の内部に充満するエネルギー。忍者たちはこれを大地から吸収することで忍術を使う。
もののけの術
屁祖隠家に代々伝わる究極の術。己の中の獣を呼び出し、自在に操る。ただし、使いすぎると本人も動物になってしまう。本来は子供の遊びの中で誕生したという。
地球のへそ
ニントルが噴出する巨大な穴。超純金が栓となっており、栓が抜ければ地球からエネルギーが失われ、滅びてしまうとされている。
超純金
地球のへその栓となっている巨大な黄金の塊。長老によって削り出されており、密かに代わりの栓が作られている。塊が栓から抜けるとその弾みで忍者の里を越え春我部の河川にワンバウンドし、カスカベ花火大会の会場である森に囲まれた広場に墜落する。

## キャスト
- 野原しんのすけ - 小林由美子
- 野原みさえ - ならはしみき
- 野原ひろし - 森川智之
- 野原ひまわり - こおろぎさとみ
- シロ、風間トオル - 真柴摩利
- 桜田ネネ - 林玉緒
- 佐藤マサオ - 一龍斎貞友
- ボーちゃん - 佐藤智恵
- アクション仮面 - 玄田哲章
- 屁祖隠珍蔵 - 高垣彩陽
- 屁祖隠ちよめ - 川栄李奈
- 屁祖隠胡麻衛門 - 花江夏樹
- 長老 - 浦山迅
- 秘書 - 悠木碧
- 部長 - 乃村健次
- 辺賀久才蔵 - 間宮康弘
- 侘田寂彦 - 塾一久
- 風子 - 雨宮天
- 火影 - 種﨑敦美
- 林丸 - 菊池こころ
- 山千代 - 池田果奈子
- 屁祖隠ナマケモノ - 宮澤正
- ハラノ・シタゲー博士 - 利根健太朗
- 医院長 - 飛田展男
- 財務大臣 - 麻生智久
- 忍者 - 大西健晴
- 先生忍者 - 拝真之介
- 削り忍者 - 内匠靖明
- 火遁忍者 - 髙橋孝治
- 大福忍者 - 山本格
- 風子の母 - ちふゆ
- 農家の娘 - 須藤沙織
- 農家の父 - 古賀明
- アナウンサー - 井之上潤、設楽麻美
- 関所番 - 伊原正明、宮﨑聡
- 看護婦 - 河村梨恵
- 忍者園児 - 今泉りおな
- 兵衛刀便系 - 米良美一
- イケメン - 山田孝之
- 岩井勇気 - 岩井勇気（本人役）
- 澤部佑 - 澤部佑（本人役）

## スタッフ
- 原作 - 臼井儀人（らくだ社）
- 脚本 - 橋本昌和、うえのきみこ
- 絵コンテ - 橋本昌和、久野遥子、三原三千夫、三浦陽
- 演出 - 三浦陽、鈴木大司、平向智子、佐々木忍、久野遥子
- キャラクターデザイン - 久野遥子、末吉裕一郎
- 作画監督 - 針金屋英郎、原勝徳、大森孝敏、末吉裕一郎
- 動画検査 - 小原健二、秋吉育子、逆井淳美、甲斐順子、柚木美那、石橋佳奈
- 色彩設計 - 山崎大輔
- 色指定・検査 - 渡邊絵梨、野間口麻美、一瀬美代子、あかほりくみこ、うすいこうぢ
- 美術監督 - 皆谷透、三原伸明
- 美術設定 - 塩澤良憲
- 撮影監督 - 梅田俊之
- 特殊効果 - 佐藤香織（アニメフィルム）
- CGI - つつみのりゆき、飯塚智香
- ねんどアニメ - 石田卓也
- 音響監督 - 大熊昭
- 音響監督助手 - 相磯大貴
- 音響効果 - 庄司雅弘、岩切慶太（フィズサウンドクリエイション）
- 効果監修 - 松田昭彦
- 音楽 - 荒川敏行、宮崎慎二
- 編集 - 村井秀明
- ポストプロダクション - 東京現像所
- 制作デスク - 野田祐司
- テレビアニメーションプロデューサー - 國安真一
- Co.プロデューサー - 西川由香里
- アソシエイト・プロデューサー - 菅野あゆみ
- プロデューサー - 近藤慶一、佐野敬信、秋山倫子、増尾徹
- チーフプロデューサー - 山﨑智史、小野仁、鶴崎りか、鈴木健介
- 監督 - 橋本昌和
- 制作 - シンエイ動画、テレビ朝日、ADK、双葉社
- 配給 - 東宝

## 主題歌
- オープニングテーマ「スーパースター」（avex trax）
  - 作詞・歌 - ケツメイシ / 作曲 - ケツメイシ、CHIVA / 編曲 - CHIVA from BUZZER BEATS
- エンディングテーマ「陽はまた昇るから」（エピックレコードジャパン）
  - 作詞 - 小林壱誓 / 作曲 - 穴見真吾 / 編曲 - 川口圭太・緑黄色社会 / 歌 - 緑黄色社会
- 劇中歌「アクション仮面の歌」
  - 作詞 - 本郷満、浅田有理 / 作曲 - 荒川敏行 / 歌 - 野原しんのすけ（小林由美子）
- 劇中歌「アクション仮面音頭」
  - 作詞 - 橋本昌和 / 作編曲 - 宮崎慎二 / 歌 - 桜ミミ子&アクション仮面とカスカベ忍者隊

## 映像ソフト化
2022年11月11日にBDとDVDがバンダイビジュアルより発売。

## テレビ放送
次作『しん次元! クレヨンしんちゃん THE MOVIE 超能力大決戦 〜とべとべ手巻き寿司〜』の公開を記念する形で、2023年7月30日午前10時（JST）からスペシャルサンデー枠にてテレビ用に編集されたものがテレビ朝日と一部系列局で放送された。編成の事情により同時ネットを見送った局でも後日放送された。
| 回数 | テレビ局     | 放送日                  | 放送時間      | 放送分数 | 放送枠             | 視聴率 |
| ---- | ------------ | ----------------------- | ------------- | -------- | ------------------ | ------ |
| 1    | テレビ朝日他 | 2023年7月30日（日曜日） | 10:00 - 11:50 | 110分    | スペシャルサンデー |        |

- 視聴率はビデオリサーチ調べ、関東地区・世帯・リアルタイム。

ADK、シンエイ動画は制作協力扱いでテレビ朝日は自社制作（制作著作）で放送した。

## 関連企画
Aniqueは4月15日から6月30日まで、同社が運営するサービス「Anique」にて30周年記念にちなんだオンライン展覧会および展覧会限定グッズの販売をする。本作の展示に加え、歴代29作品をテーマにした部屋や「しんのすけとカスカベ防衛隊の部屋」や「しんのすけと野原家の部屋」など家族や仲間との絆をテーマにした部屋を用意している。